# Pomacanthus imperator
El pez ángel emperador (Pomacanthus imperator) es una especie de actinopterigio perciforme pomacántido que vive en los arrecifes coralinos del Indopacífico. Destaca por sus atractivos colores y su notable transformación del estado juvenil al adulto. También es un popular pez de acuario.

## Morfología
Es un pez ángel típico, con un cuerpo grueso y comprimido lateralmente, y una pequeña boca con dientes diminutos. Solamente tiene una aleta dorsal, al contrario que muchos perciformes. Tiene 13-14 espinas dorsales, entre 17 y 21 radios blandos dorsales, 3 espinas anales y entre 18 y 21 radios blandos anales.
El pez ángel emperador adulto posee un vistoso colorido: una máscara negra que se extiende desde los ojos hasta el principio del tronco, un cuerpo amarillo con rayas azules horizontales, una cola amarilla y una aleta anal violeta.
Los especímenes jóvenes son azul oscuro con el margen de la aleta caudal y de la aleta dorsal blancas, y unas líneas semicirculares blancas, alternando con otras azul claro, en cuyo centro tienen una línea ovoide, situada delante de la aleta caudal.  Esta coloración es muy similar a la de los juveniles de la especie Pomacanthus semicirculatus, y la diferencia más notoria es que la línea blanca en forma de "C", situada en la parte posterior del cuerpo, en el caso de P. imperator es más cerrada, y en su interior tiene una línea en forma ovoide, y otras en forma de círculos situadas en las aletas anal y dorsal. Mientras que el P. semicirculatus juvenil, tanto dentro de la "C", como en las aletas, tiene pequeñas líneas irregulares alargadas.

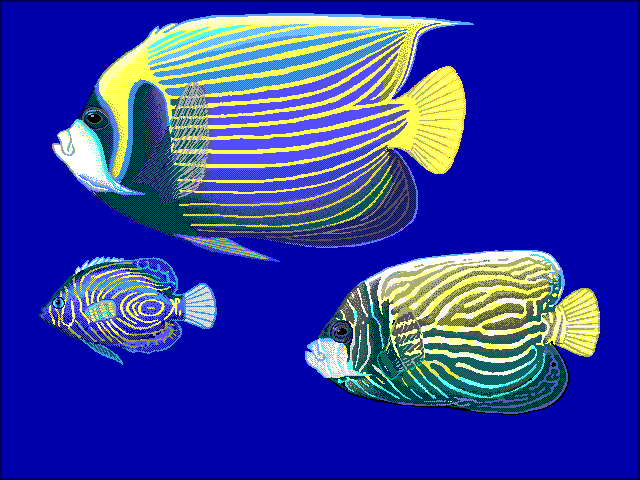
Transformación de joven a adulto

Mide hasta 40 centímetros, pesa hasta 1,4 kilos. Se ha reportado una longevidad de 14 años. Si está asustado, emite un extraño sonido.

## Hábitat y distribución
Es una especie bentopelágica, asociada a arrecifes y no migratoria. Ocurre entre 1 y 100 m de profundidad. Su rango de temperaturas está entre 23.44 y 29.17 °C. Se encuentra en una amplia variedad de hábitats, desde arrecifes exteriores, en lagunas profundas y, a menudo, en áreas de rico crecimiento coralino. Es frecuente verles cerca de salientes y cuevas. Los juveniles suelen estar bajo salientes o en agujeros de arrecifes superficiales.
Es una especie común, con poblaciones estables. Se distribuye en el Indo-Pacífico, siendo especie nativa de Arabia Saudí; Australia; Baréin; Bangladés; Birmania; Camboya; China; Islas Cocos (Keeling); Comoros; islas Cook; Egipto; Emiratos Árabes Unidos; Eritrea; Filipinas; Fiyi; Guam; Hawái; Hong Kong; India (Andaman Is., Nicobar Is.); Indonesia; Irán; Irak; Israel; Japón; Jordania; Kenia; Kiribati; Kuwait; Madagascar; Malasia; Maldivas; islas Marianas del Norte; islas Marshall; Mauritius; Mayotte; Micronesia; Mozambique; Nauru; isla Navidad; Niue; Nueva Caledonia; Omán; Pakistán; Palaos; Papúa Nueva Guinea; Pitcairn; Polinesia; Catar; Reunión; Islas Salomón; Samoa; Seychelles; Singapur; Somalia; Sri Lanka; Sudán; Taiwán; Tanzania; Tailandia; Tokelau; Tonga; Tuvalu; Vanuatu; Vietnam; Wallis y Futuna; Yemen y Yibuti.

## Alimentación
El pez ángel emperador se alimenta de esponjas, tunicados, hidroides y otros organismos incrustantes, así como de algas. Tiene un sistema digestivo capaz de digerir esos tejidos. 

## Reproducción
Esta especie es ovípara. Los machos tienen harenes de 2 a 5 hembras. Son hermafroditas secuenciales, lo que significa que si un macho muere, una de las hembras del harén se transforma en macho. La fertilización es externa, desovando una vez al año según la estación climática. No cuidan a sus alevines.

## Mantenimiento
El pez ángel emperador es una especie difícil de mantener en cautividad. Requiere una excelente calidad de agua, libre de fosfatos o nitratos, se recomienda cambios de agua semanales del 5% del volumen. Requiere un acuario de, al menos, 378 litros para un solo espécimen, duplicando esa cantidad si se alberga una pareja. El acuario deberá contar con rocas y cuevas para que pueda esconderse. 
La alimentación deberá contar con sustancias vegetales y de esponjas, además acepta artemia y mysis, o alimento en escamas o pellets. Se le puede preparar una mezcla de mejillón, gamba, calamar y espinacas. Se recomienda alimentar en pequeñas cantidades y tres veces al día.
No es apto para acuario de arrecife ya que picoteará los corales.

## Galería

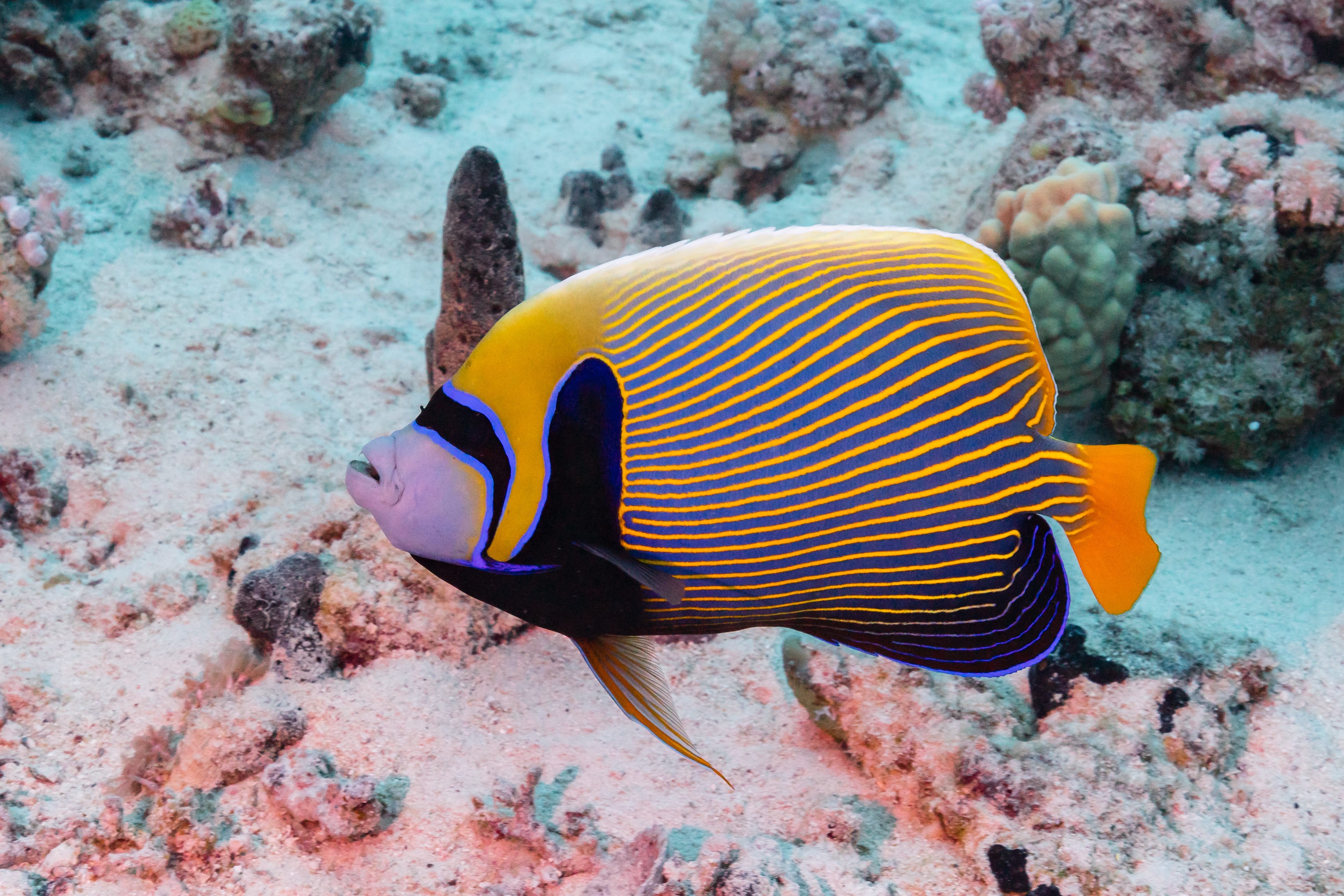
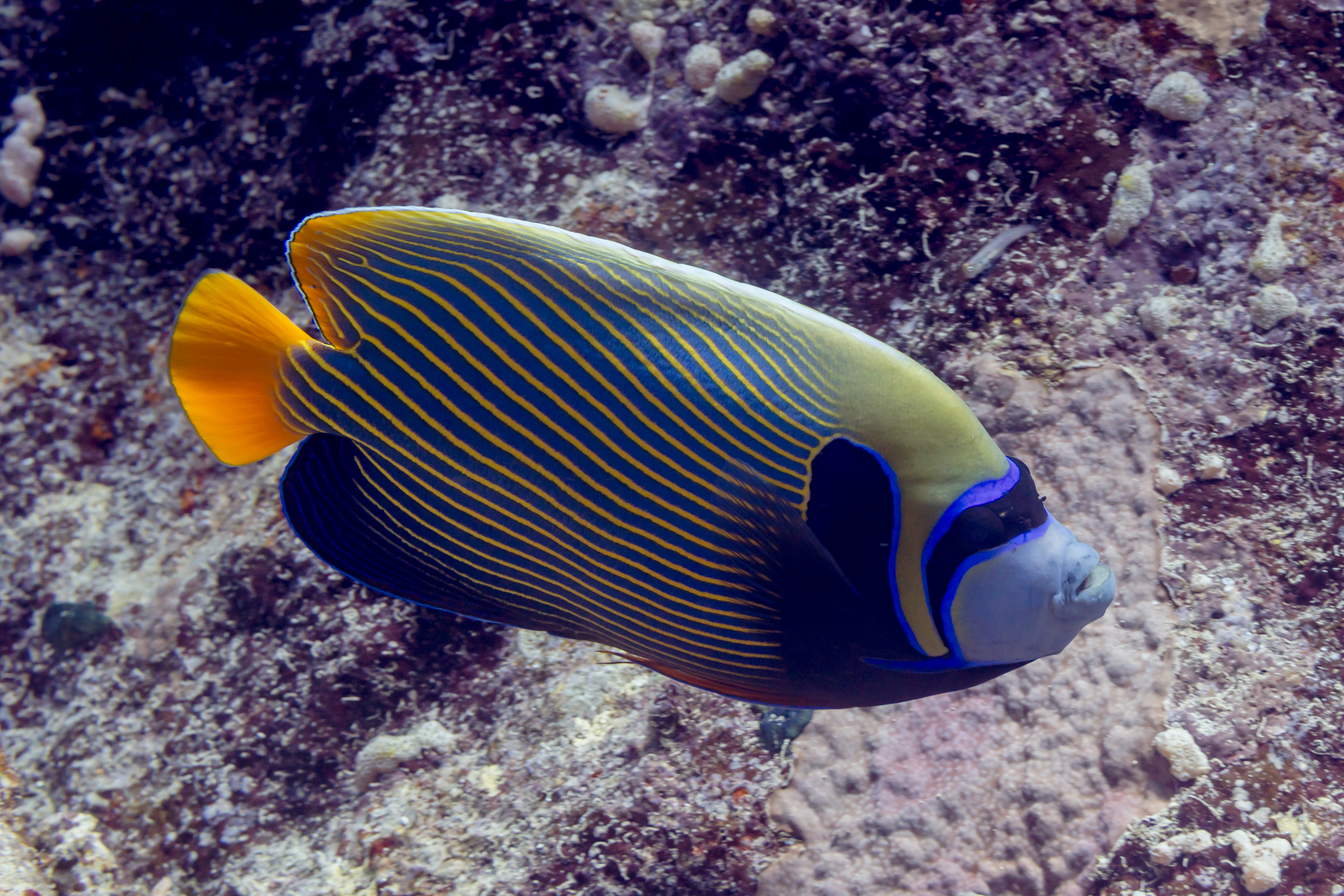
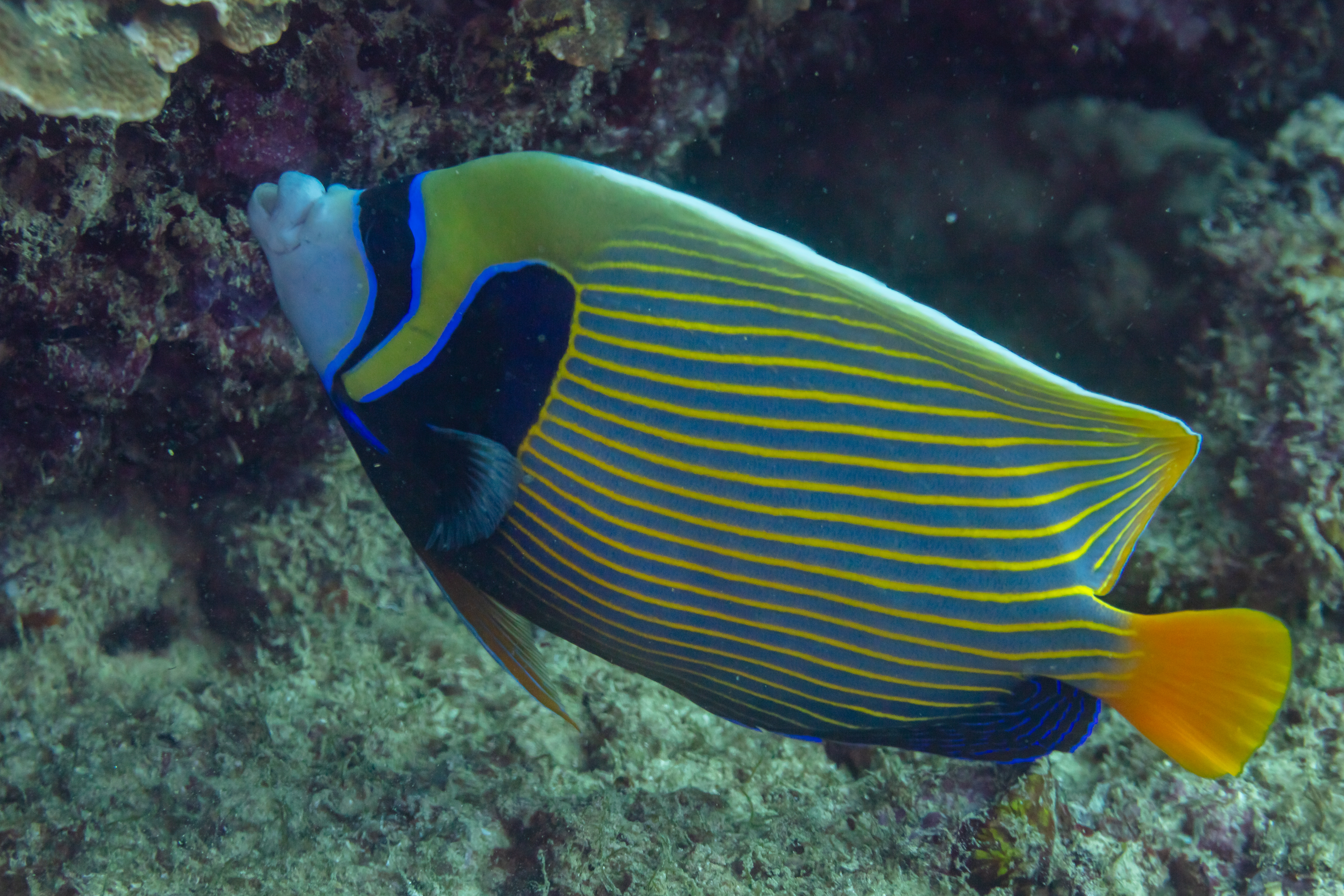
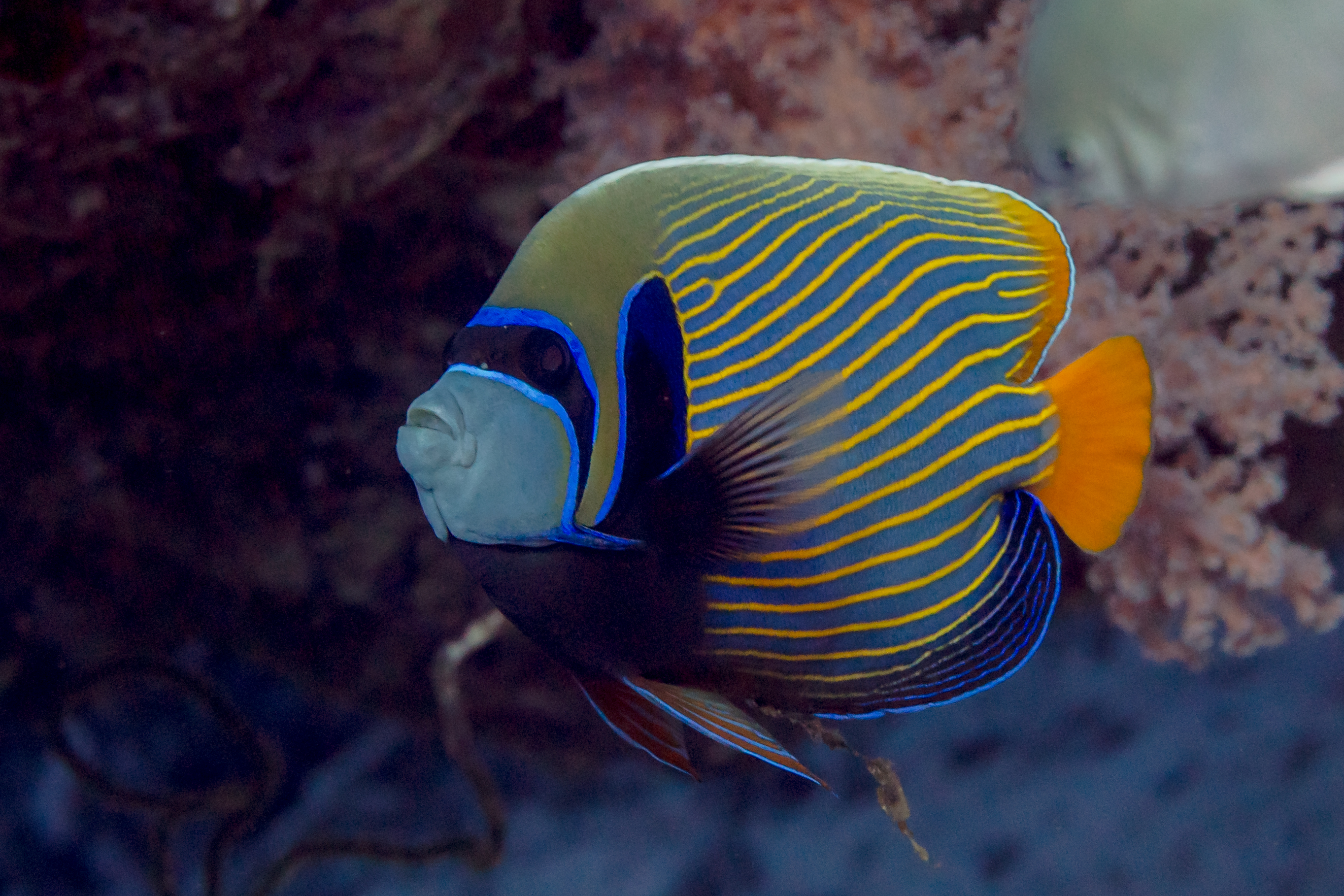
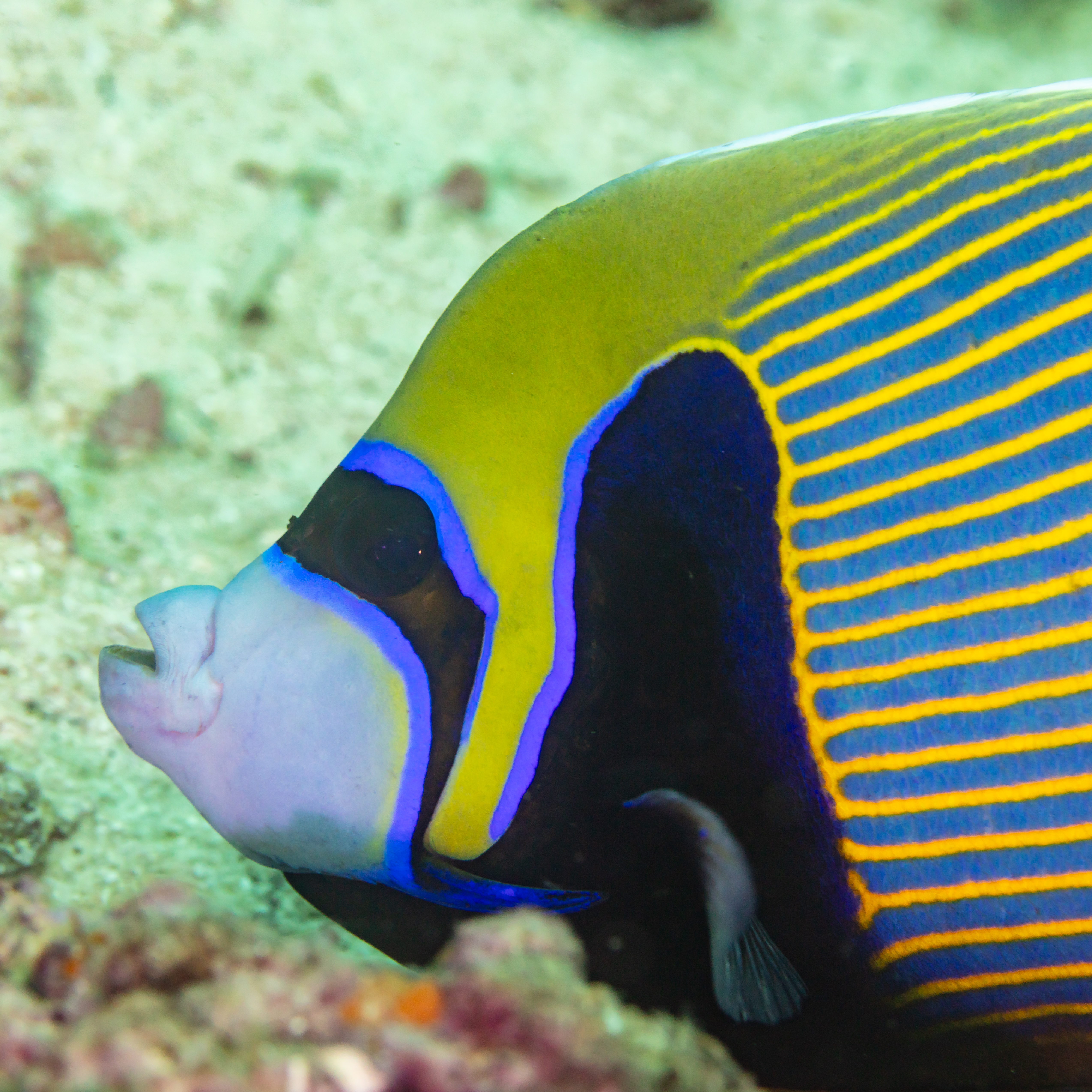